# Омар Мухтар

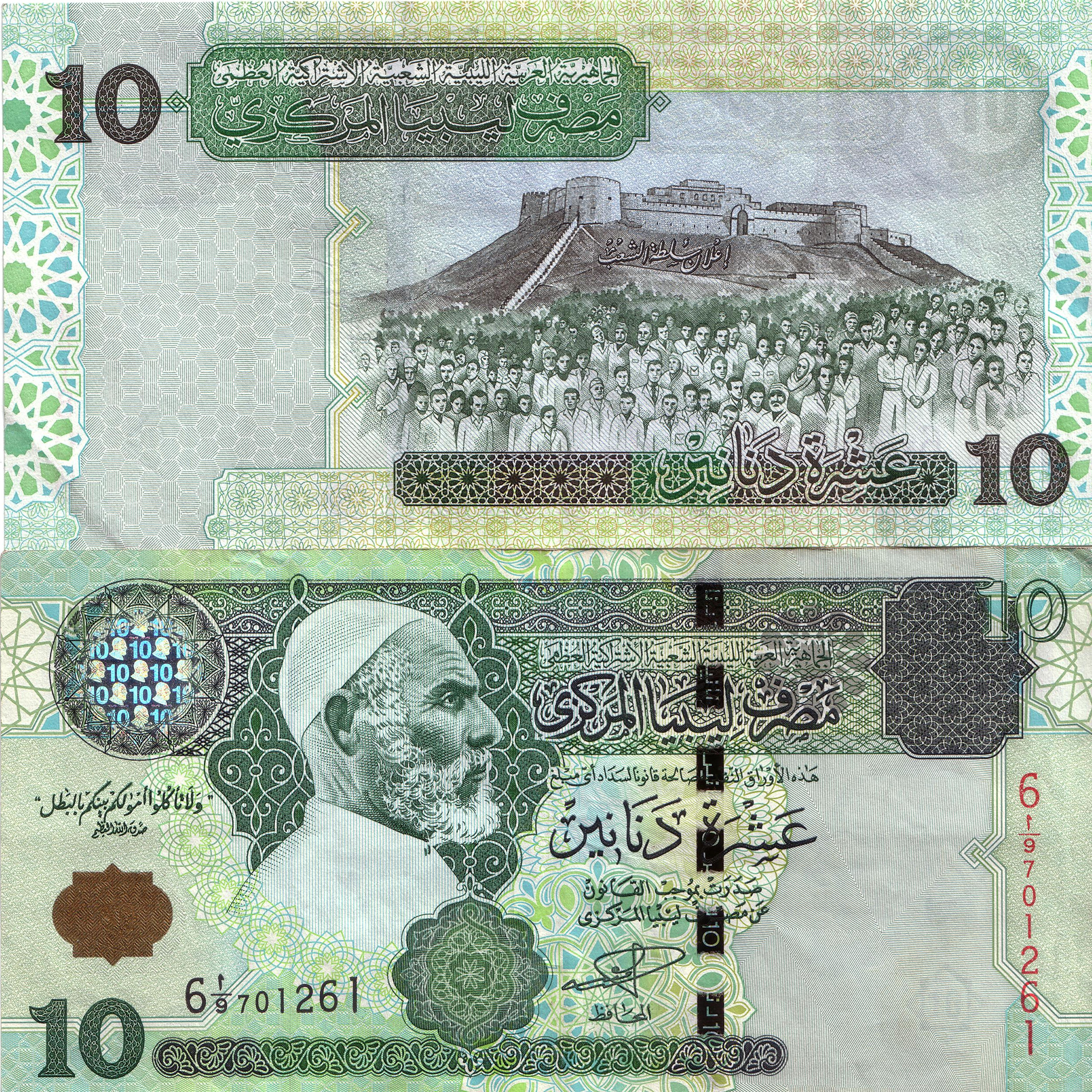
Омар Мухтар на лівійській банкноті 10 динарів

Мухтар, Омар аль-Мухтар (араб. عمر المختار — Умар аль-Мухтар; 20 серпня 1861, Джанзур — 16 вересня 1931, Солухи) — керівник збройної боротьби населення Киренаїки проти італійських загарбників у 1923-1931 роках, національний герой лівійського народу.

## Життєпис
Отримав релігійну освіту в Джанзурі, потім в завії Ель-Джагбуб, шейх дервішського ордена сенуситів. Брав участь у боротьбі сенуситів проти французів в Судані, з 1911 — в національно-визвольній боротьбі проти італійських колонізаторів (в 1923 році очолив її). Мухтар був командувачем усіма партизанськими загонами племен Киренаїки (одночасно очолював власний загін), розробляв і координував військові операції, керував збором податків і придбанням спорядження і продовольства в Єгипті.
Незважаючи на важке становище повстанців, у 1929 році змусив італійську владу почати переговори. Італійське головнокомандування погодилося піти на переговори лише для того, щоб відтягнути час і переправити на континент більше сухопутних сил, артилерії і танків. Після переправляння значного угруповання збройних сил Італії на континент, італійці висунули умови, які не враховували інтереси і переваги опонуючої ним держави. Омар аль-Мухтар, незадоволений результатами угоди, підписаної Хасаном ар-Ріда ас-Сенусі (повна капітуляція зі здачею зброї, італійським губернаторам переходить під контроль вся територія Лівії, громадяни які підозрюються в будь-якому діянні проти італійських загарбників переходять в їх область юрисдикції), відновив з 1930 року військові дії. Зазнав гідної поразки від італійських військ під командуванням Родольфо Грациані.
11 вересня 1931 року поранений та взятий у полон, 16 вересня повішений. Однак опір лівійців проти колонізаторів героїчно вівся аж до 1942 року, коли союзні збройні сили звільнили територію Киренаїки від фашистів і нацистів.

## Кінематограф
- «Лев Пустелі» — фільм 1981 року.